# Oderisi da Gubbio
l'onor d'Agobbio e l'onor di quell'arte

ch'alluminar chiamata è in Parisi?». 

«Frate», diss'elli, «più ridon le carte

che pennelleggia Franco Bolognese;

l'onore è tutto or suo, e mio in parte.»
(Dante Alighieri, Purgatorio, XI, vv. 79-84)
Oderisi da Gubbio (Gubbio, 1240 circa – Roma, 1299) è stato un miniaturista italiano, ricordato anche da Dante Alighieri nella Divina Commedia.

## Biografia
Nacque a Gubbio, ma è attestata la sua residenza anche a Bologna tra il 1268 e il 1271. Vastissima fu la sua fama e la sua produzione. La prima è attestata dalla citazione dantesca, che lo fa il massimo esponente della miniatura romanica, in contrapposizione alle novità gotiche introdotte da Franco Bolognese.
Nel 1295 egli era a Roma, dove morì nel 1299.

## Opere
La sua attività di miniaturista invece è stata ricostruita solo per ipotesi dai critici, mancando qualsiasi codice firmato da Oderisi. 
Sono stati attribuiti a Oderisi:
- due messali miniati, Canonica della Basilica di San Pietro a Città del Vaticano;
- il Digestium infortiatum di Giustiniano, Biblioteca Nazionale di Torino;
- la Bibbia di Corradino, Walters Art Gallery di Baltimora, (ms. W 152);
- il Salterio 346, Biblioteca Universitaria di Bologna;
- una Bibbia, Biblioteca Apostolica Vaticana, (Vat. Lat. n. 20).